# Рудник Учкудук
Рудник Учкудук – гірничодобувний майданчик в центральній частині Узбекистану поблизу міста Учкудук (розвиток якого власне й був викликаний потребами рудника).
Уранове родовище Учкудук виявили в пустелі Кизилкум у 1955-му, після чого для роботи з ним у складі Комбінату №6 (в подальшому Ленінабадський гірничо-хімічний комбінат) створили Підприємство №27. Результати дорозвідки виявились вельми обнадійливими, так що саме Учкудук стало базою для створення Комбінату № 2, що у 1967-му був перейменований на Навоїйський гірничо-хімічний комбінат, а потім – на Навоїйський гірничо-металургійний комбінат (НГМК). Безпосередньо роботи провадило його Північне рудоуправління (таку назву отримала в тому ж 1967-му Підприємство №27).
Розробку організували комбінованим способом:
- підземним з використанням здвоєних стовбурів через рудники №№ 1 (проходка почалась в 1958-му та завершилась в 1961-му), 2 (проходка тривала з 1958-го по 1960-й), 6 (проходка відбувалась з 1960 по 1962 роки) та 7 (проходка почалась в 1959-му та завершилась в 1960-му). В подальшому з підземних виробіток рудника № 7 відпрацювали рудне поле № 8, а потім і частину рудного поля № 15, так що офіційна назва ділянки змінилась на рудник № 7-15 (втім, частину рудного поля № 15 відпрацювали кар’єром №15);
- відкритим через кар’єри першої черги №№ 1 (будівництво стартувало в 1960-му), 2 (роботи зі спорудження почались в 1962-му), 5 (будівництво стартувало в 1965-му) та 6 (розкривні роботи почались в 1963-му). Першу руду відкритим способом отримали в 1964 році;
- відкритим через кар’єри №№ 7 (будівництво почалось в 1967-му), 9, 10, 12, 13 (будівництво тривало з 1969 по 1975 роки, при цьому кар’єр був найбільшим на родовищі), 14, 15 та дрібні кар’єри №№ 3, 8, 11.
Отримана на руднику продукція відправлялась на Гідрометалургійний завод № 1 (ГМЗ-1), що діяв у Навої.
З плином часу запаси окремих площ вичерпувались, що призводило до зупинки відповідних гірничих ділянок. Так, відпрацювання рудника № 2 припинилось вже у 1979-му, потім зупинили рудник № 6, в 1989-му закрили рудник № 7-15, що означало завершення підземної розробки. Кар’єр № 6 зупинився в 1978-му, № 7 в 1980-му.
До виснаження запасів додався вплив згортання радянської ядерної програми і в 1994-му були завершені роботи на кар’єрах № 9, 10, 12 та 13, що фактично означало завершення відпрацювання родовища (втім, можливо зустріти відомості про певні роботи з використанням методу підземного вилуговування).
Є відомості, що за запасами урану родовище Учкудук належало до діапазону 25000 – 50000 тонн цільового компоненту.